# صدف غلتان اطلس
صدف غلتان اطلس (نام علمی: Spisula solidissima) نام یک گونه از راسته صدف‌های سفت‌پوسته است.